# Paul Hurault de L'Hospital
Paul Hurault de L'Hospital (mort à Paris le 22 juillet 1624) fut archevêque d'Aix de 1599 à sa mort.

## Biographie
Paul Hurault de l'Hospital ou de l'Hôpital est le fils Robert Hurault, seigneur de Bellebat, membre d'une lignée cadette de l'influente famille Hurault et de Madeleine, la fille unique du chancelier de France Michel de L'Hospital. Il est d'abord maître des requêtes et comme son père, il passe au catholicisme et se rallie à Henri IV de France devenu roi de France. 
Après le bannissement de Gilbert Génébrard, il est préconisé par le roi comme archevêque d'Aix dès 1595 lorsqu'il y accompagne Charles de Lorraine 4e duc de Guise, le nouveau Gouverneur de Provence (1594-1610).
Toutefois, il ne prend possession de son siège qu'en 1599 et il assiste aux États provinciaux de 1603 et en 1606 à l'Assemblée générale du Clergé de France qui se tient à Paris. En 1609, il est pourvu en commende l'abbaye Saint-Léonard des Chaumes, mais jugeant son rapport insuffisant, il la rétrocède dès l'année suivante à Vincent de Paul. En 1618, il s'adjoint comme coadjuteur son neveu Guy Hurault de L'Hospital. Au cours de son épiscopat, plusieurs ordres religieux s'établissent à Aix : les Oratoriens (1615), les Ursulines, les Récollets (1613), les Augustins déchaussés (1616), les religieuses de la Visitation (1624), les Jésuites et les Trinitaires (1621). Du fait de ses difficultés avec le Parlement de Provence et son chapitre de Chanoines, il réside le plus souvent à Paris, et en 1619 il prononce dans la Cathédrale Notre-Dame de Paris l'oraison funèbre de l'empereur Mathias Ier.
Il meurt le 8 septembre 1624 à Paris et son neveu et coadjuteur lui succède. Il est inhumé dans le couvent de la seigneurie familiale de Fay en Gâtinais.